# Robin Söderling
Robin Söderling es un exjugador de tenis profesional, nacido el 14 de agosto de 1984 en Tibro, Suecia. Su principal logro fue alcanzar la final del Roland Garros en 2009 y 2010.
En 2009 interrumpió el reinado de Rafael Nadal en el torneo de Roland Garros, venciéndolo en la cuarta ronda. En 2010 cortó la racha de 23 semifinales consecutivas en torneos de Grand Slam de Roger Federer, ganando, además, el Masters de París 2010.
Fue el único tenista sueco dentro del top 200 a partir de la temporada 2009, tras la retirada de Thomas Johansson y Jonas Björkman.
Después de obtener el título de Bastad el 14 de julio de 2011, Soderling fue diagnosticado de mononucleosis infecciosa, enfermedad que lo mantuvo fuera de las pistas por causarle fatiga permanente. Pese a sus constantes intenciones de volver al profesionalismo, Soderling anunció su retirada definitiva a finales del año 2015 tras no lograr sobreponerse a la enfermedad. En el momento del diagnóstico tenía 26 años y se encontraba en el número 5 del ranking ATP.

## Biografía
Söderling, cuyo nombre completo es Robin Bo Carl Söderling, comenzó a jugar al tenis a la edad de cinco años. Su padre, Bo, es abogado y su madre, Britt-Inge, es ama de casa. Tiene una hermana, Sandra, que es profesora. Robin dio sus primeros pasos en el tenis internacional en noviembre de 1998 en Luxemburgo, cuando a la edad de 14 años jugó su primer torneo oficial júnior, perdiendo el partido inaugural ante Fred Hemmes Jr. En su primer año completo en la gira júnior (2000), consiguió cuatro victorias y en 2001 alcanzó tres títulos, incluyendo el Orange Bowl. En el mismo año Söderling alcanzó el cuarto puesto al final del año en el ranking júnior y jugó su primer torneo ATP en el Torneo de Estocolmo, ganando su primer partido contra Ramón Delgado. Robin habla sueco, inglés y alemán. Tras retirarse en 2015 a los 31 años, en 2020 declaró que la causa fue no solo por una mononucleosis infecciosa, sino por los repetidos ataques de ansiedad que empezó a padecer desde 2009, llegando a una gran depresión en 2011.

## Carrera

### Año 2002.
Söderling trató de irrumpir en el circuito de la ATP, donde participó en cinco torneos, además alcanzó la segunda ronda del Abierto de Estados Unidos. En el circuito de Challenger logró un récord de 16-8, llegando a la final del Abierto de Estados Unidos en juniors.
Torneos disputados
Torneos en los que participó el sueco en el año 2002.
| N.º | Fecha            | Torneo                    | Categoría | Superficie    | Indo/Out          | Ronda |
| 1.  | 11 de marzo      | Gosford                   | CH        | Dura          | Outdoor           | CF    |
| 2.  | 18 de marzo      | Hamilton                  | CH        | Dura          | Outdoor           | SF    |
| 3.  | 20 de mayo       | St. Poelten               | IS        | Arcilla       | Outdoor           | R32   |
| 4.  | 8 de julio       | Bastad                    | IS        | Tierra batida | Outdoor           | R32   |
| 5.  | 15 de julio      | Amersfoort                | IS        | Tierra batida | Outdoor           | R32   |
| 6.  | 22 de julio      | Tampere                   | CH        | Tierra batida | Outdoor           | R16   |
| 7.  | 26 de agosto     | Abierto de Estados Unidos | GS        | Dura          | Outdoor           | R64   |
| 8.  | 16 de septiembre | Estambul                  | CH        | Dura          | Outdoor           | CF    |
| 9.  | 30 de septiembre | Grenoble                  | CH        | Dura          | Outdoor           | SF    |
| 10. | 21 de octubre    | Estocolmo                 | IS        | Dura          | En pista cubierta | R32   |
| 11. | 28 de octubre    | Nottingham                | CH        | Arcilla       | Outdoor           | CF    |
| 12. | 18 de noviembre  | Praga                     | CH        | Alfombra      | Outdoor           | R16   |
| 13. | 25 de noviembre  | Milán                     | CH        | Alfombra      | Outdoor           | CF    |

### Año 2003
La entrada a las primeras planas del circuito se dio en este año, ya que logró llegar hasta la tercera ronda de Wimbledon, viniendo desde la ronda de clasificación, además de llegar a su primera final del circuito en el Torneo de Estocolmo, donde cayó ante Mardy Fish por 5-7, 6-3 y 6-7(4). Por otro lado entró al top cien al final del año ubicándose en el puesto número 86.
Torneos disputados
Torneos en los que participó Robin en el año 2003.
| N.º | Fecha            | Torneo                    | Categoría | Superficie    | Indo/Out          | Ronda |
| 1.  | 20 de enero      | Hawái                     | CH        | Dura          | Outdoor           | R16   |
| 2.  | 3 de febrero     | Wroclaw                   | CH        | Dura          | Outdoor           | R32   |
| 3.  | 17 de febrero    | Andrezieux                | CH        | Dura          | Outdoor           | CF    |
| 4.  | 3 de marzo       | Besancon                  | CH        | Dura          | Outdoor           | SF    |
| 5.  | 10 de marzo      | Sarajevo                  | CH        | Dura          | Outdoor           | R32   |
| 6.  | 21 de abril      | Napoli                    | CH        | Arcilla       | Outdoor           | R32   |
| 7.  | 28 de abril      | Roma                      | CH        | Arcilla       | Outdoor           | CF    |
| 8.  | 12 de mayo       | Zagreb                    | CH        | Arcilla       | Outdoor           | R16   |
| 9.  | 2 de junio       | Fürth                     | CH        | Arcilla       | Outdoor           | R16   |
| 10. | 9 de junio       | Biella                    | CH        | Arcilla       | Outdoor           | R16   |
| 11. | 23 de junio      | Wimbledon                 | GS        | Hierba        | Outdoor           | R32   |
| 12. | 7 de julio       | Bastad                    | IS        | Tierra batida | Outdoor           | R16   |
| 13. | 14 de julio      | Helsinki                  | CH        | Tierra batida | Outdoor           | R32   |
| 14. | 21 de julio      | Tampere                   | CH        | Tierra batida | Outdoor           | W     |
| 15. | 11 de agosto     | Bronx                     | CH        | Dura          | Outdoor           | R32   |
| 16. | 25 d agosto      | Abierto de Estados Unidos | GS        | Dura          | Outdoor           | R128  |
| 17. | 1 de septiembre  | Estambul                  | CH        | Dura          | Outdoor           | W     |
| 18. | 22 de septiembre | Shanghái                  | IS        | Dura          | En pista cubierta | SF    |
| 19. | 29 de septiembre | Tokio                     | ISG       | Dura          | En pista cubierta | R64   |
| 20. | 20 de octubre    | Estocolmo                 | IS        | Dura          | En pista cubierta | F     |
| 21. | 3 de noviembre   | Bratislava                | CH        | Dura          | Outdoor           | R32   |
| 21. | 10 de noviembre  | Helsinki                  | CH        | Dura          | Outdoor           | F     |

### Año 2004
En este año, Robin alcanzó su primer título de la ATP, el cual obtuvo en el Torneo de Lyon superando al belga Xavier Malisse con parciales de 6-2, 3-6 y 6-4. También llegó a otra final, cayendo derrotado ante Dominik Hrbaty por 6-4, 4-6 y 4-6. Además se introdujo en el top 50 del ranking.
Torneos disputados
Torneos en los que participó el sueco en el año 2004.
| N.º | Fecha            | Torneo                    | Categoría | Superficie    | Indo/Out          | Ronda |
| 1.  | 5 de enero       | Doha                      | IS        | Dura          | Outdoor           | R16   |
| 2.  | 12 de enero      | Auckland                  | IS        | Dura          | Outdoor           | R32   |
| 3.  | 19 de enero      | Australia                 | GS        | Dura          | Outdoor           | R64   |
| 4.  | 23 de febrero    | Marsella                  | IS        | Dura          | En pista cubierta | F     |
| 5.  | 1 de marzo       | Scottsdale                | IS        | Dura          | Outdoor           | R16   |
| 6.  | 8 de marzo       | Indian Wells              | TMS       | Dura          | Outdoor           | R64   |
| 7.  | 22 de marzo      | Miami                     | TMS       | Dura          | Outdoor           | R64   |
| 8.  | 19 de abril      | Monte Carlo               | TMS       | Tierra batida | Outdoor           | R64   |
| 9.  | 26 de abril      | Múnich                    | IS        | Tierra batida | Outdoor           | R32   |
| 10. | 3 de mayo        | Roma                      | TMS       | Tierra batida | Outdoor           | R64   |
| 11. | 10 de mayo       | Hamburgo                  | TMS       | Tierra batida | Outdoor           | R64   |
| 12. | 17 de mayo       | St. Poelten               | IS        | Tierra batida | Outdoor           | R32   |
| 13. | 24 de mayo       | Roland Garros             | GS        | Tierra batida | Outdoor           | R128  |
| 14. | 7 de junio       | Halle                     | IS        | Hierba        | Outdoor           | R32   |
| 15. | 14 de junio      | Nottingham                | IS        | Hierba        | Outdoor           | SF    |
| 16. | 21 de junio      | Wimbledon                 | GS        | Hierba        | Outdoor           | R128  |
| 17. | 5 de julio       | Bastad                    | IS        | Tierra batida | Outdoor           | SF    |
| 18. | 19 de julio      | Indianápolis              | IS        | Tierra batida | Outdoor           | R32   |
| 19. | 26 de julio      | Toronto                   | TMS       | Dura          | Outdoor           | R32   |
| 20. | 2 de agosto      | Cincinnati                | TMS       | Dura          | Outdoor           | R16   |
| 21. | 16 de agosto     | JJ. OO. Atenas 2004       | JJ. OO.   | Dura          | Outdoor           | R64   |
| 22. | 30 de agosto     | Abierto de Estados Unidos | GS        | Dura          | Outdoor           | R64   |
| 23. | 27 de septiembre | Bangkok                   | IS        | Dura          | En pista cubierta | CF    |
| 24. | 4 de octubre     | Lyon                      | IS        | Alfombra      | En pista cubierta | W     |
| 25. | 11 de octubre    | Moscú                     | IS        | Alfombra      | En pista cubierta | R32   |
| 26. | 18 de octubre    | Madrid                    | TMS       | Dura          | En pista cubierta | R32   |
| 27. | 25 de octubre    | Estocolmo                 | IS        | Dura          | En pista cubierta | R16   |
| 28. | 1 de noviembre   | París                     | TMS       | Alfombra      | En pista cubierta | CF    |

### Año 2005
En marzo, Robin afrontó su primera gran lesión, la cual terminó en una operación de la rodilla. Sin embargo jugó varios torneos, logrando alcanzar su segundo título en Milán ante Radek Štěpánek con un marcador de 6-3, 6-7(2) y 7-6(5). Después de una temporada mediocre, el sueco solo alcanzó la tercera ronda del Abierto de Estados Unidos, antes de pasar de nuevo por el quirófano.
Torneos disputados
Torneos en los que participó el sueco en el año 2005.
| N.º | Fecha            | Torneo                    | Categoría | Superficie    | Indo/Out          | Ronda |
| 1.  | 10 de enero      | Sídney                    | IS        | Dura          | Outdoor           | R32   |
| 2.  | 17 de enero      | Australia                 | GS        | Dura          | Outdoor           | R128  |
| 3.  | 31 de enero      | Milán                     | IS        | Dura          | En pista cubierta | W     |
| 4.  | 14 de febrero    | Róterdam                  | ISG       | Dura          | En pista cubierta | R32   |
| 5.  | 21 de febrero    | Dubái                     | ISG       | Dura          | Outdoor           | R32   |
| 6.  | 11 de abril      | Monte Carlo               | TMS       | Tierra batida | Outdoor           | R64   |
| 7.  | 2 de mayo        | Roma                      | TMS       | Tierra batida | Outdoor           | R64   |
| 8.  | 9 de mayo        | Hamburgo                  | TMS       | Tierra batida | Outdoor           | R32   |
| 9.  | 23 de mayo       | Roland Garros             | GS        | Tierra batida | Outdoor           | R64   |
| 10. | 6 de junio       | Halle                     | IS        | Hierba        | Outdoor           | R32   |
| 11. | 13 de junio      | 's-Hertogenbosch          | IS        | Hierba        | Outdoor           | R16   |
| 12. | 20 de junio      | Wimbledon                 | GS        | Hierba        | Outdoor           | R128  |
| 13. | 4 de julio       | Bastad                    | IS        | Tierra batida | Outdoor           | R16   |
| 14. | 8 de agosto      | Montreal                  | TMS       | Dura          | Outdoor           | R32   |
| 15. | 15 de agosto     | Cincinnati                | TMS       | Dura          | Outdoor           | R32   |
| 16. | 22 de agosto     | New Haven                 | IS        | Dura          | Outdoor           | R32   |
| 17. | 29 de agosto     | Abierto de Estados Unidos | GS        | Dura          | Outdoor           | R32   |
| 18. | 26 de septiembre | Bangkok                   | IS        | Dura          | En pista cubierta | R16   |
| 19. | 3 de octubre     | Metz                      | IS        | Alfombra      | En pista cubierta | CF    |

### Año 2006
Después de iniciar el año en el lugar 100 del ranking, Robin logró volver al top 50 durante los tres primeros meses, donde llegó a otra final en el mes de febrero, ahora en el Torneo de Memphis, siendo derrotado por el alemán Tommy Haas, a pesar de las lesiones de rodilla y hombro que aún le impedían jugar a su mejor nivel. Por otro lado, ayudó al Equipo Sueco a permanecer en el Grupo Mundial de la Copa Davis frente a Brasil. Durante el resto de la temporada no logró nada importante, excepto alcanzar el número 25 dentro del ranking.
Torneos disputados
Torneos en los que participó en el año 2006.
| N.º | Fecha         | Torneo                    | Categoría | Superficie    | Indo/Out          | Ronda |
| 1.  | 23 de enero   | Heilbronn                 | CH        | Alfombra      | Outdoor           | W     |
| 2.  | 30 de enero   | Zagreb                    | IS        | Alfombra      | En pista cubierta | R32   |
| 3.  | 13 de febrero | San José                  | IS        | Dura          | Outdoor           | CF    |
| 4.  | 20 de febrero | Memphis                   | ISG       | Dura          | En pista cubierta | F     |
| 5.  | 27 de febrero | Las Vegas                 | IS        | Dura          | Outdoor           | R32   |
| 6.  | 6 de marzo    | Indian Wells              | TMS       | Dura          | Outdoor           | R32   |
| 7.  | 17 de abril   | Monte Carlo               | TMS       | Tierra batida | Outdoor           | R16   |
| 8.  | 1 de mayo     | Múnich                    | IS        | Tierra batida | Outdoor           | R16   |
| 9.  | 15 de mayo    | Hamburgo                  | TMS       | Tierra batida | Outdoor           | R16   |
| 10. | 23 de mayo    | Roland Garros             | GS        | Tierra batida | Outdoor           | R128  |
| 11. | 12 de junio   | Halle                     | IS        | Hierba        | Outdoor           | CF    |
| 12. | 19 de junio   | Nottingham                | IS        | Hierba        | Outdoor           | SF    |
| 13. | 26 de junio   | Wimbledon                 | GS        | Hierba        | Outdoor           | R128  |
| 14. | 10 de julio   | Bastad                    | IS        | Tierra batida | Outdoor           | CF    |
| 15. | 7 de agosto   | Toronto                   | TMS       | Dura          | Outdoor           | R64   |
| 16. | 14 de agosto  | Cincinnati                | TMS       | Dura          | Outdoor           | R16   |
| 17. | 21 de agosto  | New Haven                 | IS        | Dura          | Outdoor           | SF    |
| 18. | 28 de agosto  | Abierto de Estados Unidos | GS        | Dura          | Outdoor           | R64   |
| 19. | 2 de octubre  | Metz                      | IS        | Alfombra      | En pista cubierta | R32   |
| 20. | 9 de octubre  | Estocolmo                 | IS        | Dura          | En pista cubierta | SF    |
| 21. | 16 de octubre | Madrid                    | TMS       | Dura          | En pista cubierta | R16   |
| 22. | 23 de octubre | Lyon                      | IS        | Dura          | En pista cubierta | CF    |
| 23. | 30 de octubre | París                     | TMS       | Dura          | En pista cubierta | R32   |

### Año 2007
Ya una vez recuperado de sus lesiones, Robin logró llegar a la ronda de 32 en Wimbledon, donde cayó en un partido a cinco sets ante Rafael Nadal. Desde ese momento se notó una gran rivalidad entre el español y el sueco, al intercambiar burlas durante todo el partido. Por primera vez en cinco años, Soderling no llegó a una final de la ATP, aunque alcanzó mayor estabilidad en su juego. Estuvo fuera del circuito los últimos tres meses del año debido a una lesión en su muñeca izquierda.
Torneos disputados
Torneos en los que participó el sueco en el año 2007.
| N.º | Fecha         | Torneo        | Categoría | Superficie    | Indo/Out          | Ronda |
| 1.  | 1 de enero    | Doha          | IS        | Dura          | Outdoor           | SF    |
| 2.  | 15 de enero   | Australia     | GS        | Dura          | Outdoor           | R128  |
| 3.  | 29 de enero   | Zagreb        | IS        | Alfombra      | Outdoor           | R16   |
| 4.  | 12 de febrero | Marsella      | IS        | Dura          | En pista cubierta | SF    |
| 4.  | 26 de febrero | Dubái         | ISG       | Dura          | Outdoor           | SF    |
| 5.  | 5 de marzo    | Indian Wells  | TMS       | Dura          | Outdoor           | R32   |
| 6.  | 15 de abril   | Monte Carlo   | TMS       | Tierra batida | Outdoor           | CF    |
| 7.  | 23 de abril   | Barcelona     | ISG       | Tierra batida | Outdoor           | R32   |
| 8.  | 7 de mayo     | Roma          | TMS       | Tierra batida | Outdoor           | R32   |
| 9.  | 14 de mayo    | Hamburgo      | TMS       | Tierra batida | Outdoor           | R32   |
| 10. | 28 de mayo    | Roland Garros | GS        | Tierra batida | Outdoor           | R128  |
| 11. | 11 de junio   | Halle         | IS        | Hierba        | Outdoor           | R16   |
| 12. | 25 de junio   | Wimbledon     | GS        | Hierba        | Outdoor           | R32   |
| 13. | 9 de julio    | Bastad        | IS        | Tierra batida | Outdoor           | CF    |
| 14. | 5 de agosto   | Montreal      | TMS       | Dura          | Outdoor           | R64   |

### Año 2008
Robin se perdió el inicio de temporada, incluyendo el Abierto de Australia, debido a una lesión. Participando en su primer torneo del año en Marsella, donde alcanzó los cuartos de final, después alcanzó la final del Torneo de Róterdam, perdiendo en la final con Michael Llodra por 7-6(3), 3-6 y 6-7(4). A la semana siguiente volvió a llegar a la final del Torneo de Memphis, donde en el camino dejó al preclasificado uno Andy Roddick, aunque en la final sucumbió ante Steve Darcis por 3-6 y 6-7(5).
Ese año logró una hazaña, al ser el tercer jugador después de John McEnroe en 1984 y Fernando González en 2003, en ganar sus cuatro partidos individuales y sus cuatro partidos en dobles dentro de la Copa Mundial por Equipos, llevando a Suecia a conseguir el título.
A finales de mayo, Robin alcanzó la tercera ronda del Roland Garros, cayendo ante el local Julien Benneteau. En el Wimbledon accedió a ronda de 64 pero no logró avanzar después de tropezar con el número uno Roger Federer. Tras los malos resultados, tanto en los Juegos Olímpicos de Pekín como en el Abierto de Estados Unidos, el sueco decidió romper relaciones con el hasta ese momento su entrenador Peter Carlsson. Tomando como nuevo entrenador al ex-número dos del mundo, el sueco Magnus Norman, y con su ayuda, Robin logró llegar a su primera final en el Torneo de Estocolmo, pero perdió ante David Nalbandian en un partido difícil con parciales de 2-6, 7-5 y 3-6. Tres semanas después, Robin terminó con una sequía de tres años, logrando retomar la corona en el Torneo de Lyon, derrotando al local Julien Benneteau por un marcador de 6-3, 6-7 y 6-1. Durante su camino al título logró importantes victorias, tales como al cabeza de serie Andy Roddick y al francés con mejor clasificación Gilles Simon, ambos dentro del top 10 del ranking. Gracias a estos buenos resultados, Robin terminó el año como número 17 del mundo, sin duda la mejor ubicación de su carrera.
Torneos disputados
Torneos en los que participó el sueco en el año 2008.
| N.º | Fecha                | Torneo                    | Categoría | Superficie    | Indo/Out          | Ronda |
| 1.  | 11 de febrero        | Marsella                  | IS        | Dura          | En pista cubierta | CF    |
| 2.  | 18 de febrero        | Róterdam                  | ISG       | Dura          | En pista cubierta | F     |
| 3.  | 25 de febrero        | Memphis                   | ISG       | Dura          | En pista cubierta | F     |
| 4.  | 13 de marzo          | Indian Wells              | TMS       | Dura          | Outdoor           | R64   |
| 5.  | 27 de marzo          | Miami                     | TMS       | Dura          | Outdoor           | R32   |
| 6.  | 20 de abril          | Monte Carlo               | TMS       | Tierra batida | Outdoor           | R32   |
| 7.  | 5 de mayo            | Roma                      | TMS       | Tierra batida | Outdoor           | R64   |
| 8.  | 11 de mayo           | Hamburgo                  | TMS       | Tierra batida | Outdoor           | R16   |
| 9.  | 25 de mayo           | Roland Garros             | GS        | Tierra batida | Outdoor           | R32   |
| 11. | 9 de junio           | Halle                     | IS        | Hierba        | Outdoor           | CF    |
| 12. | 26 de junio          | Wimbledon                 | GS        | Hierba        | Outdoor           | R64   |
| 13. | 7 de julio           | Bastad                    | IS        | Tierra batida | Outdoor           | CF    |
| 14. | 7 de agosto          | Toronto                   | TMS       | Dura          | Outdoor           | R16   |
| 16. | 14 de agosto         | Cincinnati                | TMS       | Dura          | Outdoor           | R16   |
| 17. | 11 de agosto de 2008 | JJ. OO. Pekín 2008        | JJ. OO.   | Dura          | Outdoor           | R64   |
| 18. | 25 de agosto         | Abierto de Estados Unidos | GS        | Dura          | Outdoor           | R64   |
| 19. | 22 de septiembre     | Bangkok                   | IS        | Dura          | En pista cubierta | CF    |
| 20. | 6 de octubre         | Estocolmo                 | IS        | Dura          | En pista cubierta | F     |
| 21. | 12 de octubre        | Madrid                    | TMS       | Dura          | En pista cubierta | R32   |
| 22. | 20 de octubre        | Lyon                      | IS        | Dura          | En pista cubierta | W     |
| 23. | 26 de octubre        | París                     | TMS       | Dura          | En pista cubierta | R32   |

### Año 2009
Inició el ATP World Tour 2009 en el Torneo de Brisbane, donde llegó hasta cuartos de final, cayendo derrotado con Radek Štěpánek, quien se convertiría en el ganador de dicho torneo. A la siguiente semana participaría en el Torneo de Auckland, donde perdió en semifinales, de nuevo con quien se convirtió en el campeón, Juan Martín Del Potro. En el primer Grand Slam del año, en el Abierto de Australia, fue el preclasificado número 16, aunque fue derrotado en segunda ronda por Marcos Baghdatis.
El siguiente reto para Soderling fue el Masters de Indian Wells, pero los malos resultados siguieron para el sueco, quien cayó en segunda ronda ante Nicolás Lapentti por 4-6 y 6-7(7). A pesar de ganar el challenger de Sunrise, una serie de lesiones alejaron al sueco de las canchas por un par de meses. Soderling regresó a participar en el Masters de Roma, donde ganó de nuevo dos partidos consecutivos, hecho que no ocurría desde el Abierto Australiano de ese mismo año, todo esto antes de caer ante Rafael Nadal, en un partido lleno de polémicas, que terminaría 1-6 y 0-6, en favor del español. En el Masters de Madrid volvió a caer en tercera ronda, ahora con el suizo Roger Federer. Después de esto Soderling participó en la Copa Mundial por Equipos, que aunque Suecia no ganó, logró derrotar a Gilles Simon y a Rainer Schüttler. A este último derrotó por un contundente doble 6-0.

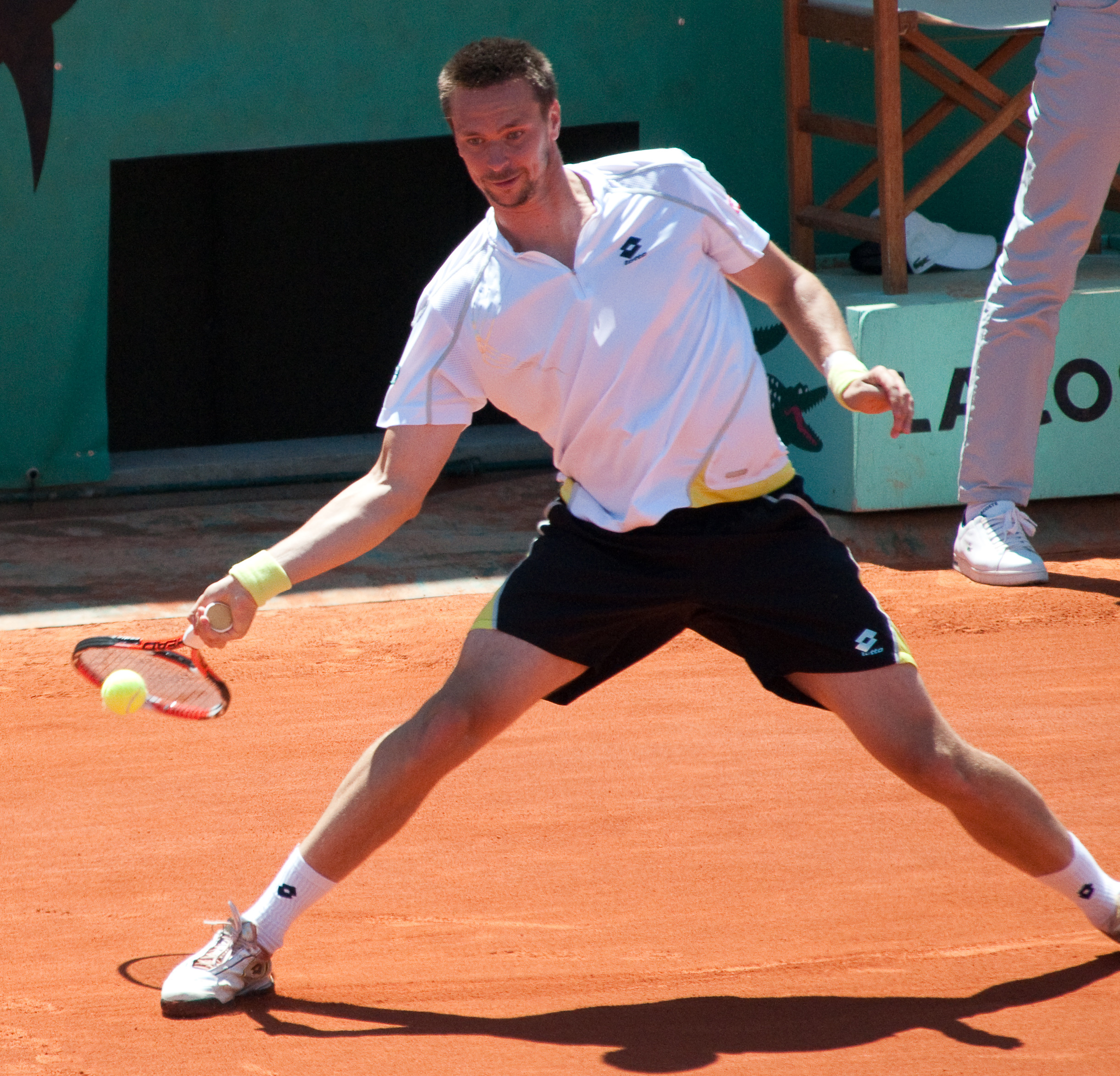
Soderling en el Roland Garros donde sería el primero en derrotar a Rafael Nadal.

En el Roland Garros, Soderling preclasificado número 23, derrotó en primera ronda a Kevin Kim por 7-6(4), 7-6(4) y 6-2. En la siguiente ronda tomó por víctima a Denis Istomin con parciales de 6-4, 7-6(4) y 6-4. Durante la tercera ronda derrotó viniendo de atrás al español David Ferrer con marcador de 6-7(5), 7-5, 6-2 y 7-6(5). En la cuarta ronda Soderling dio la mayor sorpresa de la temporada al derrotar al cuatro veces campeón Rafael Nadal, además de romper la racha del español de 31 partidos sin conocer la derrota en la arcilla de Roland Garros. En este encuentro, donde el sueco hizo ver mal al español, incluso la ex-número 1 del mundo femenino Martina Navratilova, describió este partido como una de las más grandes sorpresas de la historia. Este partido terminó con parciales de 6-2, 6-7(2), 6-4 y 7-6(2). En los cuartos de final derrotó con extremada superioridad al doble semifinalista del torneo, al ruso Nikolái Davydenko, con parciales de 6-1, 6-3 y 6-1. Ya enrachado también derrotó al extrovertido chileno Fernando González en un gran partido que llegó a cinco sets, el cual terminó con marcador de 6–3, 7–5, 5–7, 4–6 y 6–4. Cabe mencionar que en el quinto y definitivo set el sueco levantó una desventaja de 0-30 y 1-4. En la final sucumbió ante el suizo Roger Federer por parciales de 1-6, 6-7(1) y 4-6. Al final del torneo ascendió al puesto número 12 del ranking.
Después de su gran actuación en la arcilla de París, fue el preclasificado número 13 en Wimbledon, donde alcanzó una histórica cuarta ronda. En primera ronda derrotó a Gilles Müller por 6-7(4), 7-5, 6-1 y 6-2. En la siguiente ronda derrotó a Marcel Granollers con marcador de 4-6, 7-6(7), 6-4 y 7-5. En la tercera ronda le ganó al español Nicolás Almagro en partido que terminó 7-6(7), 6-4 y 6-4. En la cuarta ronda, de nuevo fue derrotado en un Grand Slam por Roger Federer por 4-6, 6-7(5) y 6-7(5). De esta forma extendió su racha negativa contra el suizo a 0-11.
Su siguiente desafío fue en casa, en el Torneo de Bastad, llegando como cabeza de serie número 2. En la segunda ronda derrotó a Kristof Vliegen por 6-2 y 6-3. En cuartos de final a Nicolás Almagro por 7-5 y 6-3. Logró llegar a la final después de derrotar a su compatriota Andreas Vinciguerra con parciales de 6-1 y 7-6(6). Consiguió su primer título del año, además de ser el primero en cancha de arcilla para el sueco, al derrotar al argentino Juan Mónaco por 6-3, 7-6(4). Soderling se convirtió en el primer sueco, después de su entrenador Magnus Norman en el 2000, en ganar el Torneo de Bastad. Con el título ascendió al puesto 11 del ranking.
Soderling luego participó en el Torneo de Hamburgo, donde encontró su primera derrota contra un jugador que no fuese Roger Federer en Grand Slam, o Rafael Nadal en el Masters de Roma en abril. La derrota fue a manos de Nicolás Almagro en tercera ronda.
El sueco inició la temporada americana en el Legg Masson Tennis Classic, donde accedió a cuartos de final, pero tuvo que retirarse debido a unas molestias en el codo, lo que lo obligó a no participar en la Roger's Cup. Regresó a la actividad en el Masters de Cincinnati, donde cayó en primera ronda ante Lleyton Hewitt.

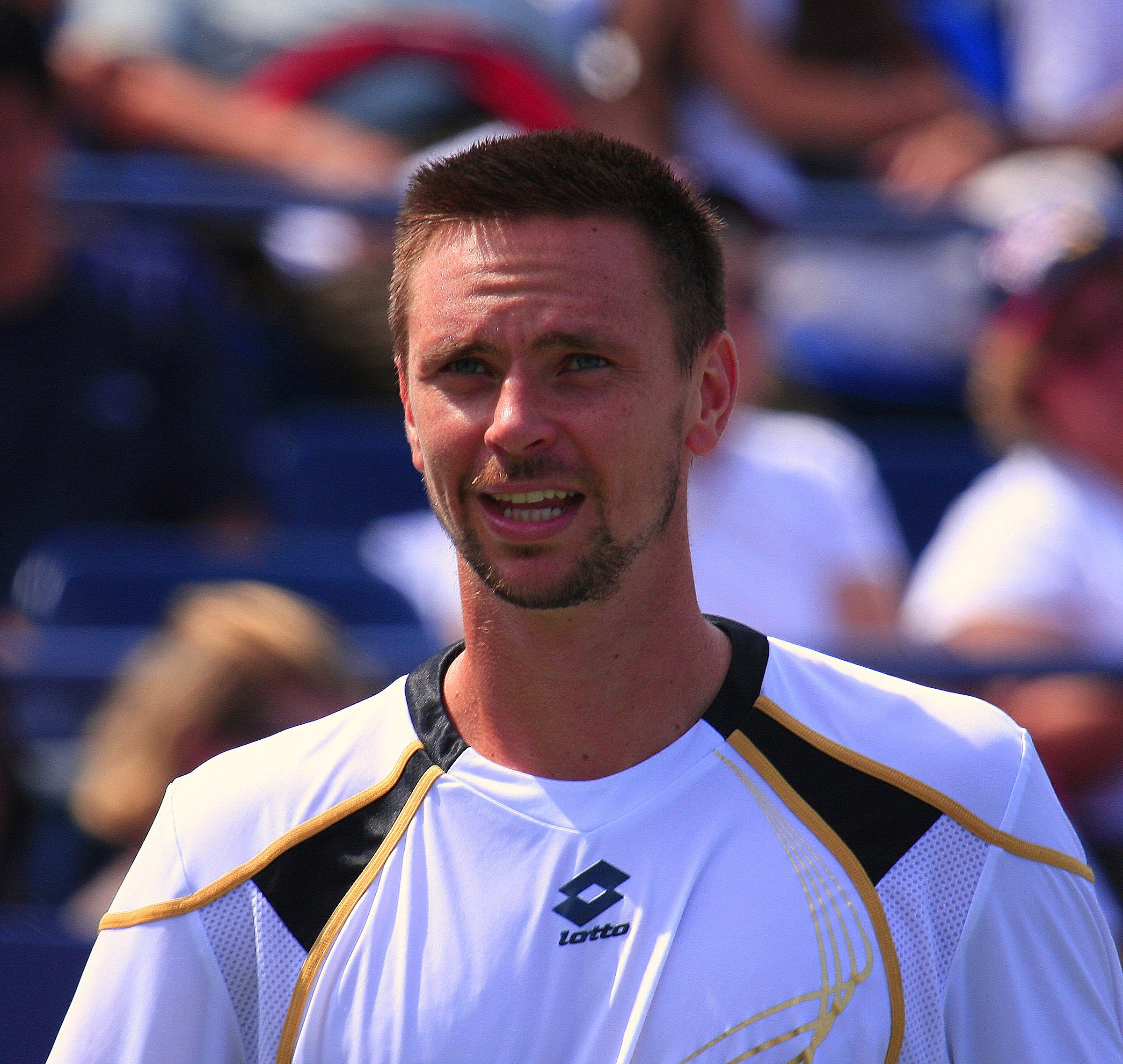
Soderling en el Abierto de Estados Unidos.

En el Abierto de Estados Unidos fue preclasificado número 12, donde al igual que en Wimbledon, accedió a la cuarta ronda, derrotando a Albert Montañés, Marcel Granollers, al clasificado n.º 22 Sam Querrey y al cabeza de serie n.º 8 Nikolái Davydenko. Aunque en el camino a cuartos de final contó con algo de suerte, ya que dos de sus adversarios se retiraron, incluyendo al ruso Davydenko. Ya en cuartos de final enfrentó al n.º 1 y cinco veces campeón Roger Federer, por cuarta vez en el año, curiosamente las últimas tres fueron en Grand Slam. El suizo derrotó de nueva cuenta al sueco en un inicio horrible de partido para el sueco, quien no puso números en el marcador sino hasta después de un set y un 0-4, sin embargo retomó energía y se llevó el tercer set. Ya en el cuarto set el suizo puso final a la esperanza sueca, dejando un marcador de 0-6, 3-6, 7-6(6) y 6-7(6), extendiendo Robin su racha negativa ante el suizo a 0-12, aunque por segunda ocasión en sus encuentros logró arrebatarle un set a Federer.
En la eliminatoria rumbo a la Copa Davis, ayudó a Suecia al derrotar a Victor Hanescu, de esta manera Suecia pudo participar en la edición del 2010.
Después del Abierto de Estados Unidos, llegó a semifinales del Torneo de Malasia y del Torneo de Pekín, antes de hacer su arribo al Masters de Shanghái ya dentro de los diez primeros del ranking, incluso ganando al quinto cabeza de serie Jo-Wilfried Tsonga por doble 6-3, pero desafortunadamente tuvo que abandonar el torneo ante Feliciano López. De nuevo en casa, como cabeza de serie número 1, en el Torneo de Estocolmo, aunque por las lesiones que le venían siguiendo tuvo que abandonar el torneo en semifinales.
Soderling intentó calificar a las ATP World Tour Finals, para eso necesitaba tener una gran actuación en el Masters de París, donde comenzó de buena manera derrotando a Ivo Karlović en dos sets por 6-4 y 7-6(6). Luego al sexto cabeza de serie Nikolái Davydenko por 6-3, 3-6 y 6-4, sin embargo Soderling perdió toda oportunidad de participar en la final de la temporada al caer ante Novak Djokovic por 6-4, 1-6, 6-3.
Aunque semanas después la suerte le sonrío a Soderling, ya que Andy Roddick decidió no participar en las finales, así que el sueco tomó su lugar. Ya en las finales se encontró en un difícil grupo junto a Rafael Nadal, Nikolái Davydenko y Novak Djokovic. En su primer partido tuvo un debut sorprendente al pasar por encima del español Rafael Nadal, con un doble 6-4, en su segundo partido siguió en buena forma al dar cátedra de su mejor tenis y derrotar al serbio Novak Djokovic por 7-6(5) y 6-1. De esta forma el sueco aseguró un lugar en las semifinales del torneo. Sin embargo, no consiguió un "Round Robin" perfecto al ser derrotado por un jugador que venía en gran forma, el ruso Nikolái Davydenko, por 6-7(4), 6-4 y 3-6. Aun así terminó en primer lugar del Grupo B. En semifinales enfrentó al campeón del Abierto de Estados Unidos, al argentino Juan Martín Del Potro, en un partido lleno de emociones y sobre todo de potentes saques. El argentino se impuso a Soderling por 7-6(1), 3-6 y 6-7(3). Soderling terminó la temporada como el número 8 del ranking.
Torneos disputados
Torneos en los que participó el Robin en el año 2009.
| N.º | Fecha            | Torneo                    | Categoría | Superficie    | Indo/Out          | Ronda |
| 1.  | 4 de enero       | Brisbane                  | M250      | Dura          | Outdoor           | CF    |
| 2.  | 12 de enero      | Auckland                  | M250      | Dura          | Outdoor           | SF    |
| 3.  | 19 de enero      | Australia                 | GS        | Dura          | Outdoor           | R64   |
| 4.  | 16 de febrero    | Memphis                   | M500      | Dura          | En pista cubierta | R32   |
| 5.  | 12 de marzo      | Indian Wells              | M1000     | Dura          | Outdoor           | R64   |
| 6.  | 16 de marzo      | Florida                   | CH        | Dura          | Outdoor           | W     |
| 7.  | 25 de marzo      | Miami                     | M1000     | Dura          | Outdoor           | R64   |
| 8.  | 12 de abril      | Monte Carlo               | M1000     | Tierra batida | Outdoor           | R64   |
| 9.  | 20 de abril      | Barcelona                 | M500      | Tierra batida | Outdoor           | R32   |
| 10. | 27 de abril      | Roma                      | M1000     | Tierra batida | Outdoor           | R16   |
| 11. | 10 de mayo       | Madrid                    | M1000     | Tierra batida | Outdoor           | R32   |
| 12. | 25 de mayo       | Roland Garros             | GS        | Tierra batida | Outdoor           | F     |
| 13. | 22 de junio      | Wimbledon                 | GS        | Hierba        | Outdoor           | R16   |
| 14. | 13 de julio      | Bastad                    | M250      | Tierra batida | Outdoor           | W     |
| 15. | 19 de julio      | Hamburgo                  | M500      | Tierra batida | Outdoor           | R16   |
| 16. | 2 de agosto      | Washington                | M500      | Dura          | Outdoor           | CF    |
| 17. | 14 de agosto     | Cincinnati                | M1000     | Dura          | Outdoor           | R64   |
| 18. | 31 de agosto     | Abierto de Estados Unidos | GS        | Dura          | Outdoor           | CF    |
| 19. | 28 de septiembre | Kuala Lumpur              | M250      | Dura          | En pista cubierta | SF    |
| 20. | 5 de octubre     | Pekín                     | M500      | Dura          | Outdoor           | SF    |
| 21. | 11 de octubre    | Shanghái                  | M1000     | Dura          | Outdoor           | CF    |
| 22. | 19 de octubre    | Estocolmo                 | M250      | Dura          | En pista cubierta | SF    |
| 23. | 8 de noviembre   | París                     | M1000     | Dura          | En pista cubierta | CF    |
| 24. | 22 de noviembre  | ATP World Tour Finals     | WTF       | Dura          | Indoor            | SF    |

### Año 2010
Inicia el año participando en el torneo de exhibición Abu Dhabi, donde derrotaría a Roger Federer en semifinales después de un tie break para cada uno. Le vence en el tercer set por 6-2, pero en la final pierde contra Rafael Nadal por 6-7(3) y 5-7. Al ser un torneo no oficial el récord no se altera y sigue abajo en enfrentamientos previos con ambos tenistas; 0 a 12 con Federer y 2 a 4 con Nadal.
Abriría la temporada oficial jugando en Torneo de Chennai donde sorpresivamente fue derrotado en primera ronda por Robby Ginepri con parciales de 4-6 y 5-7.
En el primer Grand Slam de la temporada, el Abierto de Australia, no pudo superar sus molestias en el codo y perdió en primera ronda con el español Marcel Granollers 113.º del ranking, por 7-5, 6-2, 4-6, 4-6 y 2-6.
Después de un mal inicio de temporada, el sueco por fin encontraría la victoria en el torneo de Róterdam, donde en primera ronda derrotaría viniendo de atrás a Florent Serra por 4-6, 6-4 y 6-1. En la siguiente ronda enfrentó a Igor Sijsling a quien superó con parciales de 7-6(6) y 6-2. En cuartos de final pasaría por encima del francés Julien Benneteau con marcador de 6-0 y 6-1. Ya en semifinales enfrentaría a un enrachado Nikolái Davydenko, en un partido donde dio cátedra de sus mejores servicios. Derrotaría al ruso con parciales de 7-6(3) y 6-4 y se alzaría con el título al vencer en la final a Mijaíl Yuzhny, quien abandonó en el segundo set por molestias en la cadera derecha, cuando el marcador se encontraba 6-4 en el primer set y el sueco llevaba una ventaja de 2-0 en el segundo.
Después del título en Róterdam, Robin enfrentó un nuevo torneo, el Torneo de Marsella, donde se encontró en segunda ronda al ucraniano Sergiy Stajovski, a quien derrotó viniendo de atrás en un partido difícil que terminó con parciales de 6-7(5), 6-3 y 6-4. En cuartos de final cayó derrotado ante Michael Llodra por 6-7(2) y 4-6.
Durante la Copa Davis, Robin encabezó a Suecia en contra de Argentina, donde consiguió poner en ventaja a los de casa derrotando a Eduardo Schwank en tres sets con parciales de 6-1, 7-6(0) y 7-5. Aunque los argentinos, de la mano de Leonardo Mayer, empataron la serie. En el duelo de dobles, Argentina, con la dupla David Nalbandian/Horacio Zeballos sumaría otro punto y tomó la delantera al derrotar a Soderling junto a Robert Lindstedt por 6-2, 7-6(4) y 76(5). Ahora todo depende de los juegos de individuales. En el siguiente juego Soderling empató por los suecos derrotando a Leonardo Mayer por 7-5, 7-6(5) y 7-5, aunque al final los argentinos se llevarían la serie después de que Nalbandian pasó por encima en un parejo duelo ante Andreas Vinciguerra por 7-5, 6-3, 4-6 y 6-4.
En el Masters de Indian Wells, derrotó en la segunda ronda a Yevgueni Koroliov con un contundente 6-2 y 6-4. Accedió a cuarta ronda después de derrotar al español Feliciano López en sets corridos por 7-6(2) y 6-4. Ya en la cuarta ronda logró derrotar al francés Jo-Wilfried Tsonga en un gran partido por 6-3 y 6-4. Daría la sorpresa en cuartos de final al derrotar con superioridad al británico y cuatro del mundo Andy Murray, en un partido donde demostró que su juego viene en ascenso. Aunque se complicaría su victoria en el segundo set, el juego terminaría con parciales de 6-1 y 7-6(4). Posteriormente en semifinales se encontraría con el octavo cabeza de serie Andy Roddick con quien caería por 4-6, 6-3 y 3-6, terminando así con la esperanza del sueco de conseguir su primer Masters 1000.
Después en el Masters de Miami, abriría derrotando en la segunda ronda a Peter Luczak por 7-6(5) y 6-0. En la tercera ronda derrotaría sin inconvenientes al alemán Philipp Petzschner por 6-1 y 6-2. En la cuarta ronda habría un repetición de la pasada semifinal de Roland Garros. El sueco se enfrentaría al chileno Fernando González y Robin se llevaría el partido, demostrando gran potencia en el servicio y barriendo con toda oportunidad que tuvo el chileno. El juego terminó con parciales de 6-0, 6-7(3) y 6-2. Avanzaría a la semifinal después de ganarle a Mijaíl Yuzhny con contundencia por sets de 6-1 y 6-4. Tropezó de nuevo en semifinales, ahora ante Tomáš Berdych, en un partido donde el sueco no pudo sacar su juego a flote. El partido terminó con un doble 6-2.
Abriría su temporada en arcilla en el Trofeo Conde de Godó, donde en la segunda ronda derrotó a Juan Ignacio Chela, por un doble 7-5. Ya en la tercera ronda de Barcelona derrotaría al local Feliciano López, con parciales de 6-3 y 6-2. En cuartos de final repetiría la dosis de 6-3 y 6-2, al argentino Eduardo Schwank. Avanzaría a la final después de ganar en la semifinal al holandés Thiemo de Bakker, en un partido que terminó 6-1 y 6-4. Ya en la final perdería frente al local Fernando Verdasco, en un partido donde el sueco perdió el primer set, pero vendría de atrás para sobreponerse y ganar el segundo set. Ya en el tercer y definitivo set, Soderling cometería en el cuarto game cuatro errores no forzados que a la postre le costaron el título. El partido terminó 3-6, 6-4 y 3-6.
Como siguiente desafío estaría el Internazionali BNL d'Italia, donde en la segunda ronda derrotó al local Paolo Lorenzi en un partido que resultó sencillo hasta cierto punto. El juego terminó 6-1 y 7-5. En la tercera ronda terminaría el viaje del sueco ante el suizo Stanislas Wawrinka, por 3-6 y 2-6.
El último escalón previo al próximo Grand Slam, sería el Masters de Madrid, donde sorpresivamente perdió en segunda ronda ante el local Nicolás Almagro por 4-6 y 5-7.
En la semana previa al Roland Garros, participó en el Torneo de Niza, donde de nuevo caería rápidamente, ahora en segunda ronda, ante Oliver Rochus por 6-2, 4-6 y 4-6.

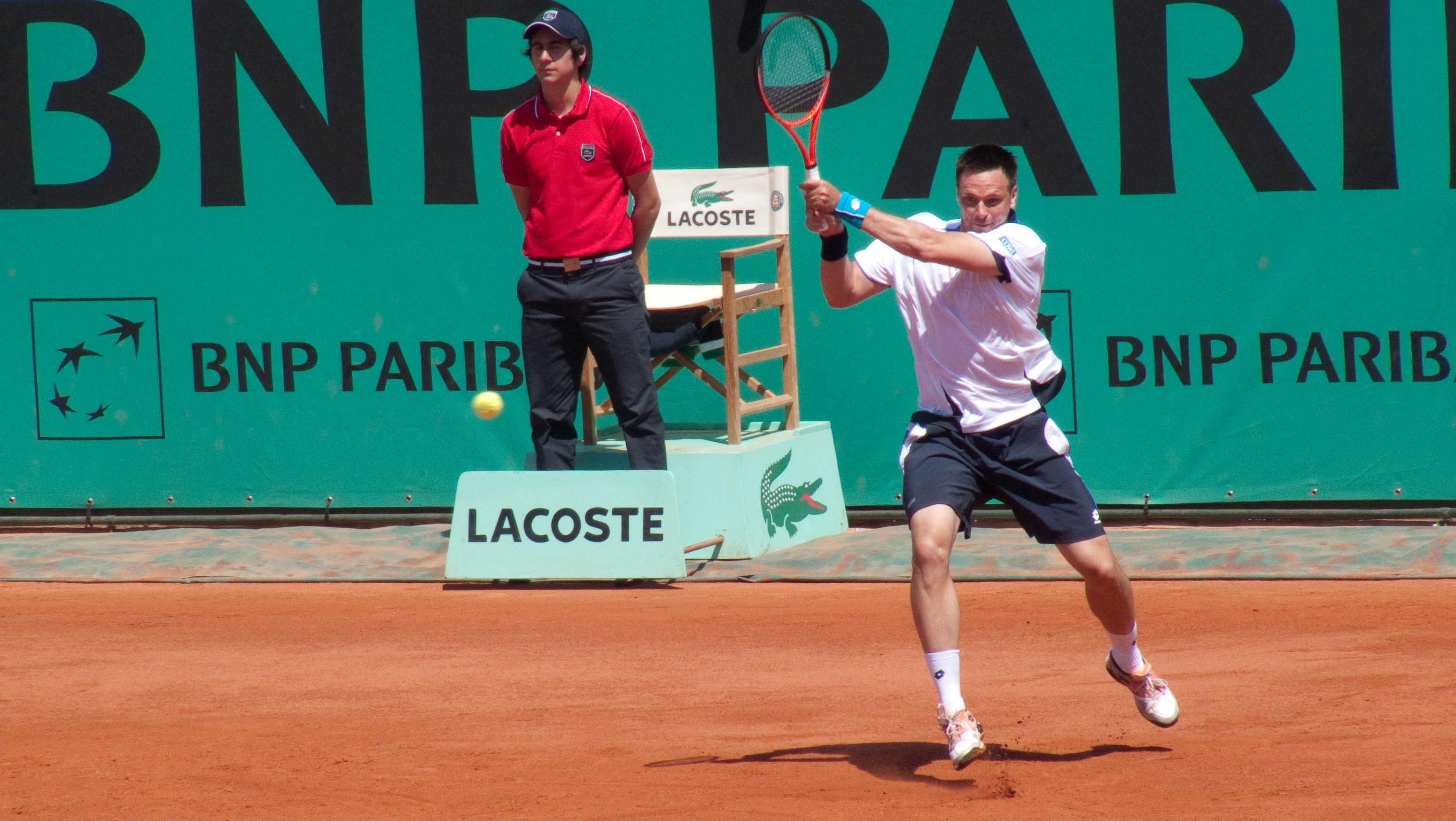
Soderling durante Roland Garros.

Durante mayo, en el segundo Grand Slam del año, en Roland Garros, abriría frente al local Recouderc Laurent, a quien derrotaría en sets corridos por 6-0, 6-2 y 6-3. En la segunda ronda derrotó con suma facilidad al estadounidense Taylor Dent por 6-0, 6-1 y 6-1. Accedería a la cuarta ronda después de superar al español Albert Montañés, en un partido que dominó con su saque y terminó con parciales de 6-4, 7-5, 2-6 y 6-3. En su cuarto partido del torneo venció con facilidad al croata Marin Čilić con parciales de 6-4, 6-4 y 6-2. En la siguiente ronda volvería a dar el campanazo (como un año antes) al frenar al suizo Roger Federer, número 1 del mundo, y a quien nunca había vencido en torneos oficiales. También cortó la racha consecutiva de 23 semifinales consecutivas en Grand Slams del suizo. El sueco venía de atrás y sacó su mejor tenis entre la lluvia francesa. El partido terminó 3-6, 6-3, 7-5 y 6-4. En las semifinales enfrentó a Tomáš Berdych, en un partido donde el sueco tendría demasiados tiros ganadores, pero al mismo tiempo estaría muy errático. Soderling inició de buena manera al llevarse el primer set, pero después se comprometería el partido al estar dos sets abajo. El sueco igualaría en el cuarto set y terminó llevándose el partido por 6-3, 3-6, 5-7, 6-3 y 6-3. Con este triunfo "El Vikingo", conseguía el pase a la final por segundo año consecutivo en Roland Garros. Allí se vería las caras con Rafael Nadal, quien le ganaría en tres sets, por 4-6, 2-6, 4-6. De todas formas, lograba colocarse en el puesto 6 del ranking, el más alto en su carrera.
En el Grand Slam sobre pasto en Wimbledon abriría frente a Robby Ginepri, a quien derrotaría en sets corridos con un gran juego de saques, terminando el juego por 6-2, 6-2 y 6-3. En la segunda ronda pasaría por encima del español Marcel Granollers, de nueva cuenta y como ya se está acostumbrando, con un excelente juego de saques. El partido terminó en sets corridos por 7-5, 6-1 y 6-4. Luego enfrentó a Thomaz Bellucci, a quien de la misma manera con que viene jugando derrotó sin perder un solo set por 6-4, 6-2 y 7-5. En cuarta ronda frente el español David Ferrer, el sueco perdería sus primeros sets del torneo, pero el sueco mantendría el nivel para sacar el partido adelante y colocarse por primera vez en los cuartos de final. El partido terminó por 6-2, 5-7, 6-2, 3-6 y 7-5. En cuartos de final volvería a encontrarse con Rafael Nadal, a quien durante el primer set dominó, pero el servicio del sueco fue decayendo hasta el punto en que perdería el partido, el cual terminó por 6-3, 3-6, 6-7(5) y 1-6. Aun así Soderling seguiría en su ascenso en el ranking.
A principios de julio, su misión sería defender su título en el Torneo de Bastad, abriendo ante su compatriota Andreas Vinciguerra, derrotándolo por 6-2, 6-7(6) y 6-2. Luego enfrentaría a Andreas Seppi, con quien tendría que venir de atrás para lograr derrotarlo por 4-6, 7-5 y 7-6(5) e instalarse en semifinales, en donde enfrentará a David Ferrer, con quien de nuevo tendría problemas para derrotarlo. Al final dio la vuelta a un difícil partido y el encuentro terminó por 4-6, 6-3 y 6-2. En la final el español Nicolás Almagro, daría la sorpresa al derrotar al sueco con parciales de 5-7, 6-3 y 2-6.
En su preparación previa al Abierto de Estados Unidos, Soderling participa en la Rogers Cup, tanto en dobles junto a Jarkko Nieminen, como en individuales. Empezaría su participación en segunda ronda ante el letón Ernests Gulbis, a quien derrotó en tres sets por 4-6, 6-4 y 6-4. En tercera ronda enfrentaría a David Nalbandian, cayendo por 6-4, 4-6 y 1-6.
A la semana siguiente en el Western & Southern Financial Group Masters, abriría su participación ante Lleyton Hewitt, a quien derrotaría de manera difícil por 4-6, 6-3 y 7-5. En tercera ronda ante el local Andy Roddick, lograría remontar seis puntos de partido en contra pero de igual manera caería derrotado por 4-6, 7-6(7) y 6-7(4).
En el último Grand Slam del año, el Abierto de Estados Unidos, abrirá su participación ante el proveniente de la fase de clasificación,  Andreas Haider-Maurer, en un partido donde tendría que trabajar tiempo extra para derrotarlo. El juego terminó con parciales de 7-5, 6-3, 6-7(2), 5-7 y 6-4. En segunda ronda enfrentó al local Taylor Dent, derrotándolo por 6-2, 6-2 y 6-4. En tercera ronda enfrentó a Thiemo de Bakker, derrotándolo por 6-2, 6-3 y 6-3. En la cuarta ronda ante Albert Montañés, a quien derrotaría viniendo de atrás por 4-6, 6-3, 6-2 y 6-3. En cuartos de final enfrentó a Roger Federer y de nuevo sería derrotado como el año anterior, pero esta vez por 4-6, 4-6 y 5-7.
En la clasificación al Grupo Mundial en la Copa Davis, derrotaría a Fabio Fognini por 6-1, 6-3 y 6-2 y conseguiría asegurar a Suecia en la edición 2011, tras derrotar a Simone Bolelli, por triple 6-3.
A la semana siguiente participaría en el Torneo de Kuala Lumpur, abriendo ante Edouard Roger-Vasselin, a quien derrotó por 6-0 y 6-1. Sería derrotado en cuartos por Andrey Golubev por 6-3 y 6-2.
Durante octubre participó en el Torneo de Pekín, donde abriría ante Tommy Robredo, derrotándolo en por 4-6, 6-1 y 6-4. En segunda ronda ante Nicolás Almagro, ganando por 7-5, 4-6 y 6-3. En cuartos de final irá ante David Ferrer, donde el español lo sorprendería al derrotarlo por 6-2 y 6-4.
En el Masters de Shanghái, abrió derrotando a Janko Tipsarević por 6-3 y 7-6(5). En tercera ronda se enfrentaría de nuevo con David Ferrer, tomando venganza de lo ocurrido una semana antes y derrotándolo por 7-5 y 6-4. En cuartos de final sería derrotado de manera humillante por Roger Federer, por doble 6-1.
A la semana siguiente volvería a casa para participar en el Torneo de Estocolmo, donde busca obtener su boleto para participar en el ATP World Tour Finals. Abriría con victoria sobre Benjamin Becker, por doble 6-3. En cuartos de final ante Florian Mayer, sería derrotado por 6-7(8) y 1-6.
En la primera semana de noviembre, jugaría el Torneo de Valencia, abriendo ante Albert Montañés, a quien derrotaría por 6-1 y 6-4. En segunda ronda ante Daniel Gimeno-Traver, avanzaría con facilidad por 6-2 y 6-3. Avanzaría a semifinales después de derrotar al francés Gael Monfils por 6-3 y 6-2. En semifinales se midió por tercera vez consecutiva ante el local David Ferrer, con quien perdería por 3-6, 6-3 y 3-6.
Participó en el último Masters del año, el BNP Paribas Masters, donde en segunda ronda jugaría ante el local Gilles Simon, a quien derrotaría por 6-4 y 6-0. En tercera ronda ante Stanislas Wawrinka, derrotándolo por 7-6(3) y 6-3. En cuartos de final jugaría ante Andy Roddick, derrotándolo por 7-5 y 6-4. Avanzaría a su primera final en este nivel de torneos después de derrotar en semifinales al local Michael Llodra, en un partido donde tuvo que levantar tres pelotas de partido en contra. El partido terminó por 6-7(0), 7-5 y 7-6(6). En la final enfrentaría a Gael Monfils, al que ganaría por 6-1 7-6(1). De esta forma conseguiría su primer Masters 1000 y el número cuatro dentro del ranking mundial.
En el Atp World Tour Finals, abriría ante Andy Murray, buscando mantener el número cuatro del mundo. En un encuentro donde el británico dominaría al sueco, el partido terminaría con victoria de Murray por 2-6 y 4-6. En su segundo partido enfrentaría al español David Ferrer, a quien derrotaría por doble 7-5. En el partido final del round, Robin enfrentaría a Roger Federer, quien lo derrotaría por 6-7(5) y 6-3, perdiendo toda posibilidad de calificar a semifinales. Aunque no clasificó a semifinales, lograría terminar el año en la mejor posición de su carrera, número 5 del mundo.
Torneos disputados
| N.º | Fecha            | Torneo                    | Categoría | Superficie    | Indo/Out          | Ronda |
| 1.  | 4 de enero       | Chennai                   | M250      | Dura          | Outdoor           | R32   |
| 2.  | 18 de enero      | Australia                 | GS        | Dura          | Outdoor           | R128  |
| 3.  | 8 de febrero     | Róterdam                  | M500      | Dura          | En pista cubierta | W     |
| 4.  | 15 de febrero    | Marsella                  | M250      | Dura          | En pista cubierta | CF    |
| 5.  | 11 de marzo      | Indian Wells              | M1000     | Dura          | Outdoor           | SF    |
| 6.  | 24 de marzo      | Miami                     | M1000     | Dura          | Outdoor           | SF    |
| 7.  | 19 de abril      | Barcelona                 | M500      | Tierra batida | Outdoor           | F     |
| 8.  | 25 de abril      | Roma                      | M1000     | Tierra batida | Outdoor           | R16   |
| 9.  | 9 de mayo        | Madrid                    | M1000     | Tierra batida | Outdoor           | R32   |
| 10. | 16 de mayo       | Niza                      | M250      | Tierra batida | En pista cubierta | R16   |
| 11. | 24 de mayo       | Roland Garros             | GS        | Tierra batida | Outdoor           | F     |
| 12. | 21 de junio      | Wimbledon                 | GS        | Hierba        | Outdoor           | CF    |
| 13. | 12 de julio      | Bastad                    | M250      | Tierra batida | Outdoor           | F     |
| 14. | 9 de agosto      | Toronto                   | M1000     | Dura          | Outdoor           | R16   |
| 15. | 15 de agosto     | Cincinnati                | M1000     | Dura          | Outdoor           | R16   |
| 16. | 30 de agosto     | Abierto de Estados Unidos | GS        | Dura          | Outdoor           | CF    |
| 17. | 27 de septiembre | Kuala Lumpur              | M250      | Dura          | En pista cubierta | CF    |
| 18. | 4 de octubre     | Pekín                     | M500      | Dura          | Outdoor           | CF    |
| 19. | 10 de octubre    | Shanghái                  | M1000     | Dura          | Outdoor           | CF    |
| 20. | 18 de octubre    | Estocolmo                 | M250      | Dura          | En pista cubierta | CF    |
| 21. | 4 de octubre     | Valencia                  | M500      | Dura          | En pista cubierta | SF    |
| 22. | 7 de noviembre   | París                     | M1000     | Dura          | En pista cubierta | W     |
| 23. | 21 de noviembre  | ATP World Tour Finals     | WTF       | Dura          | Indoor            | RR    |

### Año 2011
Iniciaría su preparación previa a la temporada en el torneo de exhibición Mubadala World Tennis Championship en Abu Dhabi, frente a Jo-Wilfried Tsonga, a quien derrotaría por 6-4, 6-7(5) y 6-1. En semifinales enfrentó a Roger Federer, quien lo derrotaría por 7-6(3), 3-6 y 3-6. En el partido por el tercer lugar enfrentó a Tomáš Berdych, derrotándolo por 6-4 y 7-6(3). De esta forma terminaría su preparación para la temporada oficial.
Abriría su temporada oficial en el Brisbane International, donde en primera ronda enfrentaría a Ryan Harrison a quien derrotó por 6-2 y 6-4. En segunda ronda enfrentaría a Michael Berrer, derrotándolo por 6-3 y 7-6(7), en cuartos de final derrotaría al local Matthew Ebden por 6-3 y 6-2, en semifinales daría cuenta de Radek Štěpánek por 6-3 y 7-5, en la final enfrentaría al campeón defensor Andy Roddick a quien derrotó por 6-3 y 7-5. De esta forma volvería al puesto 4 del ranking.
En el primer Grand Slam del año en el Abierto de Australia, abriría ante Potito Starace, derrotándolo por 6-4, 6-2 y 6-2, en segunda ronda enfrentaría a Gilles Muller, a quien derrotó por 6-3, 7-6(1) y 6-1, en tercera ronda derrotaría a Jan Hernych por 6-3, 6-1 y 6-4, en cuarta ronda enfrentará a Alexandr Dolgopolov, donde sería derrotado en un partido anormal por 6-1, 3-6, 1-6, 6-4 y 2-6.
Su siguiente torneo sería el Torneo Mundial de Tenis ABN AMRO, abriría con victoria sobre Robin Haase por 6-3 y 6-2, en segunda ronda derrotaría a Philipp Kohlschreiber por 6-3, 5-7 y 7-6(7), en los cuartos de final habría un remake de la final del año anterior, ya que se enfrentaría a Mijaíl Yuzhny. En esta ocasión lo derrotó por 6-4 y 7-6(5). En la semifinal enfrentaría a Viktor Troicki, derrotándolo por 7-5 y 6-4. En la final enfrentaría a Jo-Wilfried Tsonga, a quien derrotaría por un global de 6-3, 3-6 y 6-3.
A la semana siguiente estaría en el Torneo de Marsella, en segunda iría frente al local Nicolás Mahut, derrotándolo por 7-6(8) y 7-6(5), en cuartos de final se tomaría venganza del resultado del año anterior y derrotaría a Michael Llodra por 6-1 y 6-4, en la semifinal enfrentaría a Dmitry Tursunov y lo derrotaría por 7-5 y 6-1, en la final derrotó a Marin Čilić por 6-7(8), 6-3 y 6-3, consiguiendo su segundo título consecutivo y el tercero del año.
Encabezaría a su país dentro de la Copa Davis, frente a Rusia, abriendo la serie con triunfo ante Igor Andreev por 6-3, 6-3 y 6-1, además de la victoria de Joachim Johansson a Teymuraz Gabashvili, por 6-3, 7-6(4) y 6-4. Con este par de triunfos Suecia se pondría 2-0 en la serie y al día siguiente la pareja de Aspelin/Lindstedt derrotaría a Kunitsyn/Tursunov por 6-4, 6-7(6), 7-6(6) y 6-2. Con este triunfo Suecia aseguraba su pase a la siguiente ronda en donde enfrentaron al campeón Serbia.
En el primer Masters 1000 del año, el Masters de Indian Wells, en segunda ronda iría ante Michael Berrer, a quien derrotó por 6-3 y 7-6(4), en tercera ronda entre molestias en su pie izquierdo sería derrotado por alemán Philipp Kohlschreiber por 6-7(8) y 4-6.
El segundo Masters 1000 sería el Masters de Miami, donde en segunda ronda derrotaría a Ivan Dodig por 3-6, 6-2 y 6-4, en tercera ronda lo derrotaría Juan Martín Del Potro por 6-3 y 6-2.
En su primer torneo de tierra batida el Conde de Godó, sería sorprendido en segunda ronda por Ivan Dodig, quien lo derrotó por 6-2 y 6-4.
Luego estuvo en el Torneo de Estoril, donde en su primer partido derrotó a Jeremy Chardy por 6-1, 6-7(4) y 6-1, en los cuartos de final Juan Martín del Potro fue el encargado de derrotarlo, por 4-6 y 5-7, en un partido donde Soderling desperdició una ventaja de 5-2 el segundo set.
Jugó su primer Masters 1000 en tierra batida en el Masters de Madrid, donde en segunda ronda derrotó a Santiago Giraldo por doble 6-3, en tercera ronda derrotó a Jo-Wilfried Tsonga por 7-6(8) y 7-5, en cuartos de final fue derrotado por Roger Federer por 6-7(2) y 4-6.
En el Internazionali BNL d'Italia, derrotó en segunda ronda a Fernando Verdasco por 2-6, 7-5 y 6-4, en la tercera ronda derrotó a Nicolás Almagro por 6-3, 3-6 y 6-4. Luego fue eliminado en cuartos de final por Novak Djokovic con marcador de 3-6 y 0-6.
Encabezó a Suecia, en la Power Horse World Team Cup, en donde ganó su primer partido en contra de Sam Querrey por 5-7, 7-5 y 7-6(3), en su segundo juego derrotó a Máximo González por 6-1 y 6-4, terminó su semana con racha perfecta al derrotar a Andrey Golubev por 6-7(4), 7-6(7) y 6-3. De igual forma Suecia fue eliminado de la competencia.
En Roland Garros, derrotó en primera ronda a Ryan Harrison por 6-1, 6-7(5), 6-3 y 7-5, en segunda ronda derrotó a Albert Ramos por 6-3, 6-4 y 6-4, en tercera ronda dio cuenta de Leonardo Mayer por 6-1, 6-4 y 6-3, en cuarta ronda derrotó al local Gilles Simon por 6-2, 6-3 y 7-6(5), pero luego fue derrotado en cuartos de final por Rafael Nadal en tres sets por 4-6, 1-6 y 6-7(3).
Después en Wimbledon, derrotó en primera ronda a Philipp Petzschner por 6-4, 6-4, 2-6 y 7-6(5), en la segunda ronda derrotó a Lleyton Hewitt por 6-7(5), 3-6, 7-5, 6-4, y 6-4, fue derrotado en tercera ronda por Bernard Tomic por 1-6, 4-6 y 5-7. Durante el juego el sueco argumento tener problemas estomacales, en lo que fue su última participación en un torneo de Grand Slam.
Durante el Skistar Swedish Open, derrotó a Diego Junqueira por 6-0 y 6-1, en cuartos de final a Potito Starace por 6-3 y 6-4, avanzó a la final por tercer año consecutivo después de derrotar a Tomáš Berdych por 6-1 y 6-0, en la final derrotó a David Ferrer por 6-2 y 6-2 y recuperó la corona ganada en el año 2009.
Debido a una cirugía en la muñeca se vio obligado a no participar en el Rogers Cup y el Western and Southern Financial Group Masters. No pudo participar en el Us Open por problemas estomacales, lo que fue ocasionado por una mononucleosis, lo cual lo tuvo alejado de las canchas el resto de la temporada.
Soderling terminó con un récord de: 38-9 (80.85%)*
Torneos disputados
| N.º | Fecha         | Torneo                          | Categoría                       | Superficie    | Indo/Out          | Ronda |
| 1.  | 02 de enero   | Brisbane                        | M250                            | Dura          | Outdoor           | W     |
| 2.  | 17 de enero   | Australia                       | GS                              | Dura          | Outdoor           | R16   |
| 3.  | 7 de febrero  | Róterdam                        | M500                            | Carpeta       | En pista cubierta | W     |
| 4.  | 14 de febrero | Marsella                        | M250                            | Dura          | En pista cubierta | W     |
| 5.  | 4 de marzo    | Copa Davis Ronda de 16 vs Rusia | Copa Davis Ronda de 16 vs Rusia | Dura          | Indoor            | W     |
| 6.  | 7 de marzo    | Indian Wells                    | M1000                           | Dura          | Outdoor           | R32   |
| 7.  | 21 de marzo   | Miami                           | M1000                           | Dura          | Outdoor           | R32   |
| 8.  | 18 de abril   | Barcelona                       | M500                            | Tierra batida | Outdoor           | R32   |
| 9.  | 25 de abril   | Estoril                         | M250                            | Tierra batida | Outdoor           | CF    |
| 10. | 2 de mayo     | Madrid                          | M1000                           | Tierra batida | Outdoor           | CF    |
| 11. | 9 de mayo     | Roma                            | M1000                           | Tierra batida | Outdoor           | CF    |
| 12. | 15 de mayo    | Copa Mundial por Equipos        | M250                            | Tierra batida | Outdoor           | RR*   |
| 13. | 23 de mayo    | Roland Garros                   | GS                              | Tierra batida | Outdoor           | CF    |
| 14. | 20 de junio   | Wimbledon                       | GS                              | Césped        | Outdoor           | R32   |
| 15. | 11 de julio   | Bastad                          | M250                            | Tierra batida | Outdoor           | W     |

(*) Soderling ganó sus tres partidos de individuales, pero de igual manera quedó excluido de la final porque su equipo fue derrotado.

### Intentos de regreso 2012-2015
Debido a su mononucleosis, Soderling no pudo defender sus títulos en Brisbane International 2012, Torneo Mundial de Tenis ABN AMRO 2012, Open 13 2012, además de renunciar al Abierto de Australia 2012, la Copa Davis 2012, el Masters de Indian Wells 2012 y el Masters de Miami 2012. En mayo dio a conocer que volvería a la actividad en julio, sin embargo no lo hizo, completando la temporada sin competir.
Debido a sus constantes problemas de salud acarreados por la mononucleosis, se retira oficialmente el 23 de diciembre de 2015, poniendo fin a una breve pero exitosa carrera tenística. En 2020 declaró que desde 2009 venía padeciendo ataques de ansiedad que le obligaron también a colgar la raqueta.

## Estilo de juego
Robin Soderling es conocido, principalmente, por su poderosísimo drive, el cual libera profundos y precisos golpes con mucha potencia. Su servicios, tan fuertes como precisos, pueden alcanzar una velocidad de 225 km/h. Ese poderío le ayuda a dominar a sus rivales aprovechando sus precisos contragolpes. Su revés a dos manos es sólido y seguro, mientras que su derecha era considerada una de las más temibles en el circuito. Sus mejores resultados se han dado en condiciones de canchas rápidas. Sin embargo, en Grand Slam, su mejor resultado se dio en Roland Garros, de lo que se presume que las difíciles condiciones y la lentitud de la arcilla le permiten más tiempo para preparar y ejecutar sus potentes derechas. Mucha gente ha elogiado a Soderling como un duro competidor de Grand Slam y un Top Ten. Sin embargo su mentalidad y consistencia habían sido su mayor debilidad, pero gracias a la intervención de Magnus Norman su fortaleza mental y su juego han tomado más consistencia, lo que lo ha convertido en un referente del tenis mundial.

## Indumentaria
Soderling viste bajo el patrocinio de Lotto, mientras que su raqueta es el modelo "Head Youtek Prestige Midplus" de Head.

## Clasificación en Grand Slams y Masters 1000
| Grand Slam                | 2001                           | 2002                           | 2003                           | 2004                           | 2005                           | 2006                           | 2007                           | 2008                           | 2009   | 2010   | 2011   | Títulos | G-P   | Porcentaje |
| ------------------------- | ------------------------------ | ------------------------------ | ------------------------------ | ------------------------------ | ------------------------------ | ------------------------------ | ------------------------------ | ------------------------------ | ------ | ------ | ------ | ------- | ----- | ---------- |
| Abierto de Australia      | A                              | A                              | Q                              | 2R                             | 1R                             | A                              | 1R                             | A                              | 2R     | 1R     | 4R     | 0/6     | 5-6   | 45.45      |
| Roland Garros             | A                              | A                              | Q                              | 1R                             | 2R                             | 1R                             | 1R                             | 3R                             | F      | F      | CF     | 1/8     | 19-8  | 70,37      |
| Wimbledon                 | A                              | A                              | 3R                             | 1R                             | 1R                             | 1R                             | 3R                             | 2R                             | 4R     | CF     | 3R     | 0/9     | 14-9  | 60,89      |
| Abierto de Estados Unidos | A                              | 2R                             | 1R                             | 2R                             | 3R                             | 2R                             | A                              | 1R                             | CF     | CF     | A      | 0/8     | 13-8  | 61,90      |
| Títulos                   | 0/0                            | 0/1                            | 0/2                            | 0/4                            | 0/4                            | 0/3                            | 0/3                            | 0/3                            | 0/4    | 0/4    | 0/3    | 0/0     | 0/0   | 0/31       |
| Ganados - Perdidos        | 0-0                            | 1-1                            | 2-4                            | 2-4                            | 3-4                            | 1-3                            | 2-3                            | 3-4                            | 14-4   | 14-4   | 9-3    | N/A     | 51/31 | 62,19      |
| ATP World Tour Finals     | -                              | -                              | -                              | -                              | -                              | -                              | -                              | -                              | SF     | RR     | -      | 0/2     | 3-4   | 42.85      |
| Masters 1000              | 2001                           | 2002                           | 2003                           | 2004                           | 2005                           | 2006                           | 2007                           | 2008                           | 2009   | 2010   | 2011   | Títulos | G-P   | Porcentaje |
| Masters de Indian Wells   | A                              | A                              | A                              | 2R                             | A                              | 3R                             | 3R                             | 2R                             | 2R     | SF     | 3R     | 0 / 7   | 10–7  | 58.82      |
| Masters de Miami          | A                              | A                              | A                              | 2R                             | A                              | A                              | A                              | 3R                             | 2R     | SF     | 3R     | 0 / 5   | 8–5   | 61.53      |
| Masters de Montecarlo     | A                              | A                              | A                              | 1R                             | 1R                             | 3R                             | CF                             | 2R                             | 1R     | A      | A      | 0 / 6   | 6–6   | 50.00      |
| Masters de Madrid         | A                              | A                              | A                              | 2R                             | A                              | 3R                             | A                              | 2R                             | 2R     | 2R     | CF     | 0 / 6   | 7–6   | 53.84      |
| Masters de Roma           | A                              | A                              | A                              | 1R                             | 1R                             | A                              | 2R                             | 1R                             | 3R     | 3R     | CF     | 0 / 7   | 6–7   | 46.15      |
| Masters de Canadá         | A                              | A                              | A                              | 2R                             | 2R                             | 1R                             | 1R                             | 3R                             | A      | 3R     | A      | 0 / 6   | 5–6   | 45.45      |
| Masters de Cincinnati     | A                              | A                              | A                              | 3R                             | 2R                             | 3R                             | A                              | 3R                             | 1R     | 3R     | A      | 0 / 6   | 8–6   | 57.14      |
| Masters de Shanghái       | No ATP World Tour Masters 1000 | No ATP World Tour Masters 1000 | No ATP World Tour Masters 1000 | No ATP World Tour Masters 1000 | No ATP World Tour Masters 1000 | No ATP World Tour Masters 1000 | No ATP World Tour Masters 1000 | No ATP World Tour Masters 1000 | CF     | CF     | A      | 0 / 2   | 5–2   | 71.42      |
| Masters de París          | A                              | A                              | A                              | CF                             | A                              | 2R                             | A                              | 2R                             | CF     | 'G'    | A      | 1 / 5   | 11–4  | 73.33      |
| Masters de Hamburgo       | A                              | A                              | A                              | 1R                             | 2R                             | 3R                             | 2R                             | 3R                             | NM1000 | NM1000 | NM1000 | 0 / 5   | 6–5   | 54.54      |
| Títulos                   | 0 / 0                          | 0 / 0                          | 0 / 0                          | 0 / 9                          | 0 / 5                          | 0 / 7                          | 0 / 5                          | 0 / 9                          | 0 / 8  | 1 / 8  | 0 / 4  | 1 / 55  | N/A   | 1.82       |
| Ganados - Perdidos        | 0–0                            | 0–0                            | 0–0                            | 9–9                            | 3–5                            | 10–7                           | 10–5                           | 12–9                           | 8–8    | 18–7   | 6-4    | N/A     | 76–55 | 58.02      |

## Récords
- Primer tenista en derrotar al español Rafael Nadal en el torneo de Roland Garros en 2009. Nadal debutó en este torneo el 2005 y nunca había conocido la derrota hasta entonces.
- Rompió la racha de 23 semifinales consecutivas a Roger Federer en Roland Garros 2010.

## Curiosidades
Mantiene una tensa relación con el tenista Nadal desde que se burlara de su peculiar manera de acomodarse la indumentaria en tercera ronda de Wimbledon 2007 a comienzos del quinto set, hecho que animó al público londinense a hacer lo mismo, las dos últimas y muy importantes derrotas que ha sufrido el español a manos del sueco en Roland Garros y en el ATP World Tour Finals en Londres, han acabado con gestos despectivos de Soderling hacia Nadal como bajar los brazos y gritos eufóricos que solo realiza cuando le vence a él.